# Dacon
Dacon, kurz für Distribuidora de Automóveis, Caminhões e Ônibus Nacionais, war ein brasilianischer Unternehmen im Bereich von Automobilen.

## Unternehmensgeschichte
Paulo de Aguiar Goulart gründete das Unternehmen in den 1960er Jahren in São Paulo. Anfangs war es ein Autohaus für Volkswagen do Brasil und Importeur für Fahrzeuge von BMW, Ferrari, Maserati und Porsche. Ab 1964 stellte er Rennwagen mit Porsche-Motoren her. 1966 gründete er den Rennstall Escuderia Dacon. Ab den 1970er Jahren gab es Umbauten auf VW-Basis. 1982 begann die Produktion von selbst entwickelten Automobilen. Der Markenname lautete Dacon. 1985 oder 1994 endete die Produktion. 1996 wurde das Unternehmen aufgelöst.
Paulo de Aguiar Goulart war auch an Projects d’Avant Garde beteiligt, die den PAG herstellten.

## Fahrzeuge
Der Designer Anísio Campos entwarf mit dem 828 ein auffallend kurzes Auto. Die Länge betrug je nach Quelle 250 cm oder 265 cm. Die Basis bildete das um 78 cm gekürzte Fahrgestell vom VW Käfer. Die Karosserie des ersten Prototyps bestand aus Stahl, bei den Serienmodellen aus Fiberglas. Der Vierzylinder-Boxermotor war im Heck montiert und leistete 54 PS. Von diesem Modell entstanden 47 oder 48 Fahrzeuge.